# Ilija Trojanow

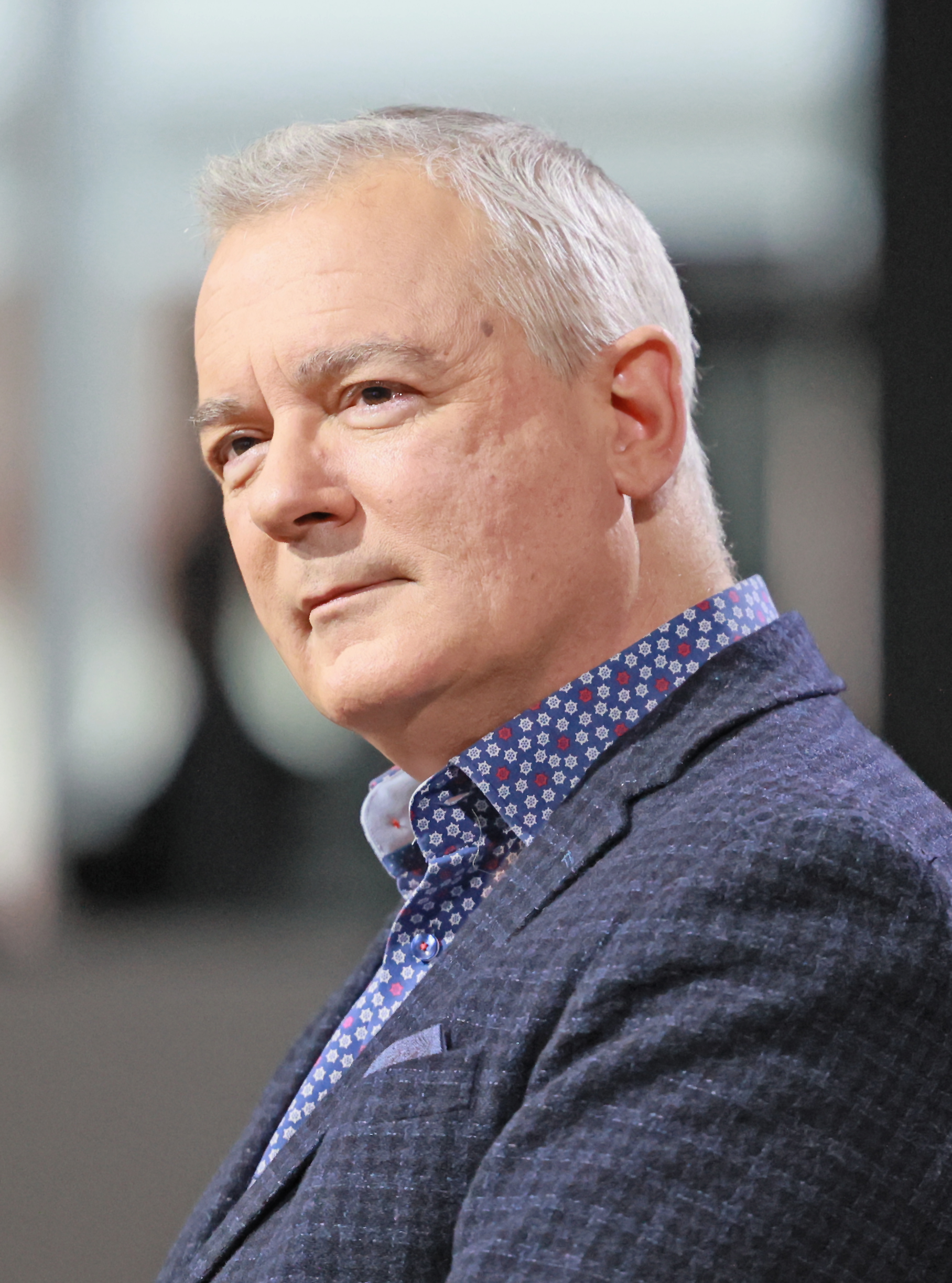
Ilija Trojanow auf der Frankfurter Buchmesse 2023

Ilija Trojanow (bulgarisch Илия Троянов; * 23. August 1965 in Sofia, Bulgarien) ist ein deutscher Schriftsteller, Übersetzer und Verleger.

## Leben und Wirken
Ilija Trojanow floh als Kind mit seiner bulgarischen Familie 1971 über Jugoslawien und Italien in die Bundesrepublik Deutschland und erhielt politisches Asyl. Im Jahr 1972 zog die Familie weiter nach Kenia, wo der Vater eine Anstellung als Ingenieur erhalten hatte. Unterbrochen von einem Deutschlandaufenthalt in den Jahren 1977 bis 1981, in denen er das Staatliche Landschulheim Marquartstein besuchte, lebte Ilija Trojanow bis 1984 in Nairobi, wo er die Deutschle Schule Nairobi besuchte.
Danach folgte ein Aufenthalt in Paris, und von 1985 bis 1989 studierte er an der Universität München Rechtswissenschaften und Ethnologie. Nachdem er dieses Studium abgebrochen hatte, gründete er 1989 in München den Kyrill-und-Method-Verlag und 1992 den Marino-Verlag, die beide auf afrikanische Literatur spezialisiert waren. Im Jahre 1999 übersiedelte Trojanow nach Mumbai und beschäftigte sich in den folgenden Jahren intensiv mit Indien. Von 2003 bis 2007 lebte er in Kapstadt; 2007 war er Mainzer Stadtschreiber. Er lebt in Wien.

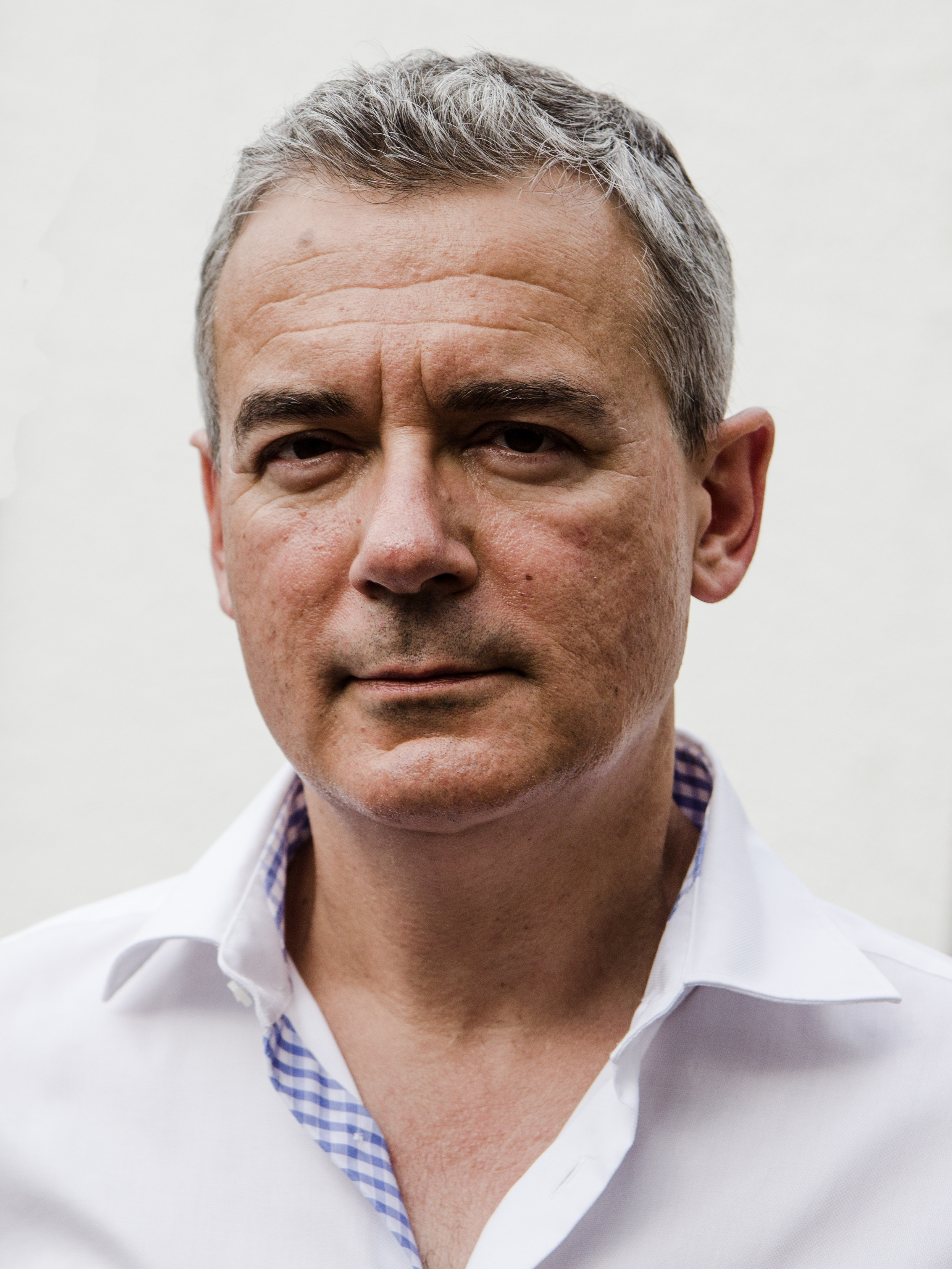
Ilija Trojanow beim Hausacher Leselenz 2015

Trojanow verfasste in den 1990er Jahren einige Sachbücher und Reiseführer über Afrika, er gab eine Anthologie mit afrikanischer Gegenwartsliteratur heraus und übersetzte Werke afrikanischer Autoren. 1996 erschien sein erster eigener Roman Die Welt ist groß und Rettung lauert überall, in dem er die Erfahrungen seiner Familie als politische Flüchtlinge und Asylbewerber verarbeitete. Es folgten der Science-Fiction-Roman Autopol, dessen Entstehung als „novel in progress“ im Internet zu verfolgen war, mit Hundezeiten ein Reisebericht über ein Wiedersehen mit der bulgarischen Heimat sowie Bücher über Trojanows Erfahrungen in Indien. In der Reportage Zu den heiligen Quellen des Islam beschrieb er seine Pilgerreise nach Mekka. 2006 erschien sein vielgelobter Roman über den britischen Kolonialbeamten und Reisenden Richard Francis Burton, Der Weltensammler. Er wurde 2006 mit dem Preis der Leipziger Buchmesse ausgezeichnet und stand auf der Auswahlliste für den Deutschen Buchpreis 2006.
Ilija Trojanow ist seit 2002 Mitglied des PEN-Zentrums Deutschland. Im November 2007 war er im Rahmen der Tübinger Poetik-Dozentur Dozent an der Universität Tübingen.
2007 drehte Trojanow die Dokumentation Vorwärts und nie vergessen – Ballade über bulgarische Helden über die Verbrechen und Grausamkeiten der bulgarischen Kommunisten und in der heutigen bulgarischen Gesellschaft verbreitete Lügen, die bereits im gleichen Jahr auf 3sat und im ZDF zu sehen war. Der Film basiert auf Gesprächen mit politischen Gefangenen und Zeitzeugen, die auf Jahre und Jahrzehnte in den Gefängnissen und Lagern Bulgariens verschwunden waren.
Im April 2008 kuratierte Trojanow das Literaturfestival „RE ASIA – Avatar. Asiens Erzähler“ im Berliner Haus der Kulturen der Welt.
Für die taz verfasst Trojanow im Wechsel mit mehreren anderen Autoren seit 2006 die wöchentliche Kolumne „Das Schlagloch“.
Seit 2008 ist Ilija Trojanow Herausgeber der Buchreihe Weltlese – Lesereisen ins Unbekannte, in der er als Herausgeber unentdeckte Autorinnen und Autoren und ungewöhnliche oder vergessene Texte veröffentlicht.

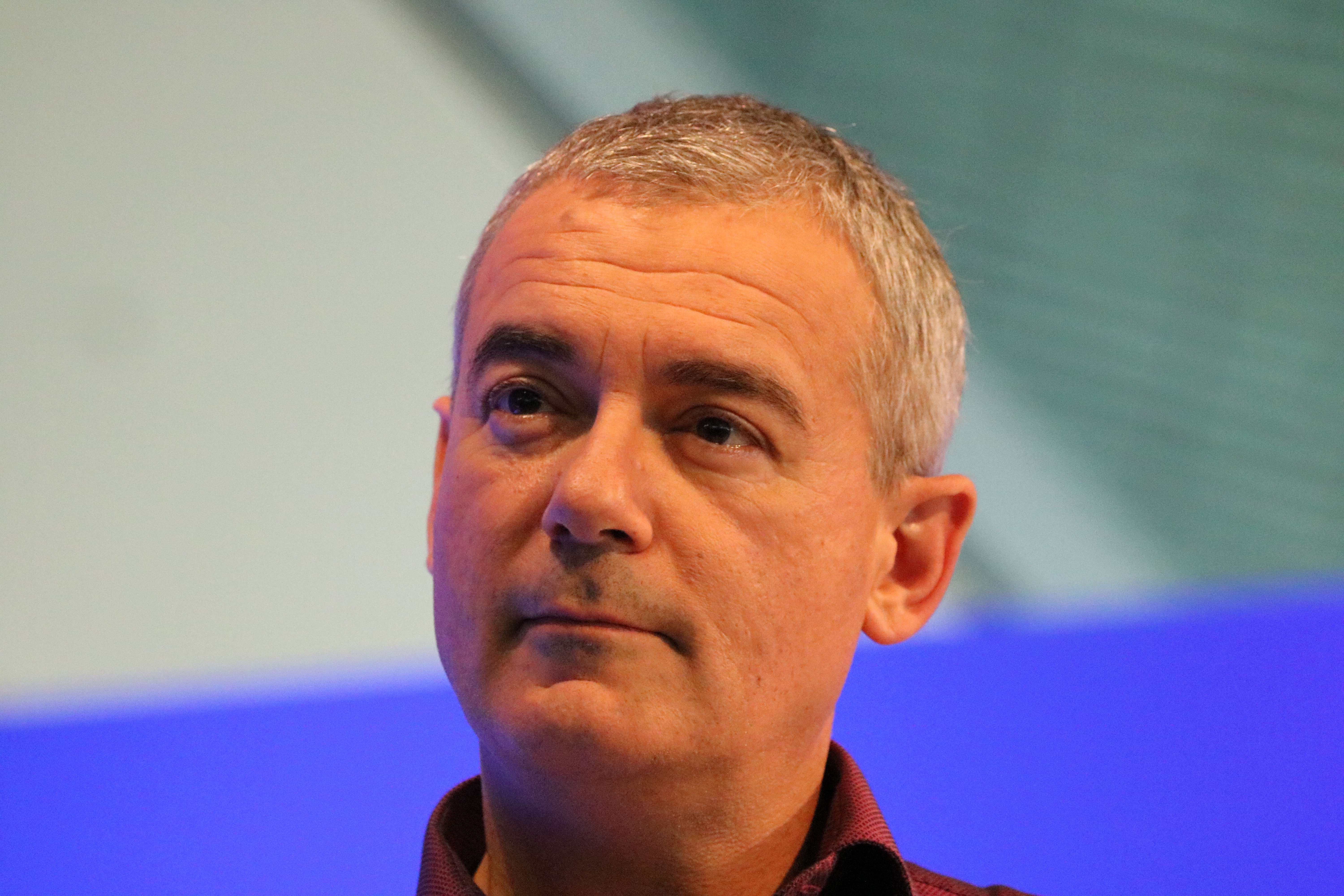
Ilija Trojanow auf der Frankfurter Buchmesse 2015

2009 veröffentlichte Trojanow zusammen mit Juli Zeh das Buch Angriff auf die Freiheit. Sicherheitswahn, Überwachungsstaat und der Abbau bürgerlicher Rechte. Im Rahmen der Buchvorstellung kritisierten die beiden Autoren, dass der Staat unter dem Deckmantel der Terrorabwehr immer weiter in die Privatsphäre seiner Bürger vordringe.
2010 war Trojanow Kurator des 1. Münchner Literaturfestes.
In seinem 2011 erschienenen Roman EisTau thematisierte Trojanow den Klimawandel und das Abschmelzen der Gletscher.
2013 wurde ihm in zeitlichem Zusammenhang mit Schriftsteller-Protesten gegen die Praktiken US-amerikanischer Geheimdienste (Überwachungs- und Spionageaffäre 2013) eine Einreise in die USA zu einem Germanistenkongress verweigert. Nachdem sich der Schriftstellerverband P.E.N. und das Goethe-Institut für die Aufhebung des Einreiseverbots eingesetzt hatten, durfte Trojanow in die Vereinigten Staaten einreisen. Am 14. November 2013 beteiligte er sich im Goethe-Institut in New York an einer Diskussionsrunde mit der Journalistin Liesl Schillinger und der amerikanischen PEN-Präsidentin Suzanne Nossel über „Surveillance and the naked new world“. Am 19. Juni 2014 hielt Trojanow in Dresden bei der Eröffnung des Theaterfestivals „Parallel Lives“ zum Thema Geheimdienste eine Rede über den Zusammenhang von Überwachung und Selbstzensur.
Er gehört zu den Unterstützern der Charta der Digitalen Grundrechte der Europäischen Union, die Ende November 2016 veröffentlicht wurde.
Seit April 2017 ist Trojanow Beisitzer im Präsidium des PEN-Zentrums Deutschland.
Im Jahr 2022 hielt er die Festrede zur Eröffnung der Salzburger Festspiele. Er wandte sich gegen ein, wie er es nannte, „naives Kultursponsoring“. Dabei ging er auf die Rolle der Firma Solway ein, die einen großen Teil des Jugendprogramms der Festspiele sponserte, jedoch mit ihrem Nickelbergwerk in Guatemala für massive Umweltschäden verantwortlich gemacht wird. Die Firma musste kurz vor der Eröffnung ihr Sponsoring einstellen. Als ein weiteres Thema sprach Trojanow den russischen Überfall auf die Ukraine an. Auch hier ist für Trojanow die Gier die Triebfeder des Krieges, der schon lange unter der Oberfläche des Friedens gegoren habe.

## Auszeichnungen
- 1995: Bertelsmann-Literaturpreis beim Ingeborg-Bachmann-Wettbewerb
- 1996: Marburger Literaturpreis
- 1997: Thomas-Valentin-Literaturpreis der Stadt Lippstadt
- 2000: Adelbert-von-Chamisso-Preis
- 2006: Preis der Leipziger Buchmesse (Kategorie: Belletristik)
- 2006: Villa-Aurora-Stipendium
- 2006: Finalist beim Deutschen Buchpreis mit Der Weltensammler
- 2007: Berliner Literaturpreis
- 2007: Mainzer Stadtschreiber
- 2007: ITB BuchAward für Gebrauchsanweisung für Indien
- 2007: Tübinger Poetik-Dozentur gemeinsam mit Feridun Zaimoglu
- 2009: Preis der Literaturhäuser
- 2009: Comburg-Literaturstipendium Schwäbisch Hall
- 2009: Longlist des International IMPAC Dublin Literary Award mit der englischen Übersetzung des Weltensammlers
- 2010: Würth-Preis für Europäische Literatur
- 2010: ITB BuchAward für Kampfabsage, Kategorie „Kulturen“
- 2011: Carl-Amery-Literaturpreis
- 2012: Longlist des Europese Literatuurprijs mit der niederländischen Übersetzung von EisTau[15]
- 2014: Brüder-Grimm-Professur der Universität Kassel
- 2014: Shortlist Tractatus-Preis mit Der überflüssige Mensch[16]
- 2014: Writer in Residence in der one world foundation in Sri Lanka[17]
- 2015: Longlist Deutscher Buchpreis mit Macht und Widerstand
- 2016: Max-Kade-Professur des Dartmouth College, New Hampshire, USA
- 2017: Heinrich-Böll-Preis der Stadt Köln[18]
- 2018: Usedomer Literaturpreis
- 2018: Vilenica International Literary Prize[19]
- 2018: Ehrenpreis des österreichischen Buchhandels für Toleranz in Denken und Handeln[20]
- 2019: ITB BuchAward für Gebrauchsanweisung fürs Reisen (Kategorien „Das besondere Reisebuch“ und „Managementpreis der ITB Berlin“)[21]
- 2024: Longlist Phantastik-Preis der Stadt Wetzlar mit Tausend und ein Morgen[22]

## Werke (Auswahl)

### Autor
- In Afrika. München 1993. (Fotografien von Michael Martin).
- Naturwunder Ostafrika. München 1994. (Fotografien von Michael Martin).
- mit Chenjerai Hove: Hüter der Sonne. Begegnungen mit Zimbabwes Ältesten – Wurzeln und Visionen afrikanischer Weisheit. München 1996.
- Kenia mit Nordtansania. München 1996.
- Die Welt ist groß und Rettung lauert überall. München 1996.
- Autopol. München 1997.
- Zimbabwe. München 1998.
- Hundezeiten. Heimkehr in ein fremdes Land. München 1999. (2006 überarbeitet als Die fingierte Revolution erschienen).
- Der Sadhu an der Teufelswand. München 2001.
- An den inneren Ufern Indiens. München 2003.
- Zu den heiligen Quellen des Islam. München 2004.
- Masque. Libretto zur Oper von Hans Huyssen, 2005.
- Der Weltensammler. Hanser, München 2006.
- Indien. Land des kleinen Glücks. Cadolzburg 2006.
- Gebrauchsanweisung für Indien. München 2006.
- Die fingierte Revolution. Bulgarien, eine exemplarische Geschichte. München 2006.
- Nomade auf vier Kontinenten. Auf den Spuren von Sir Richard Francis Burton. Eichborn, Frankfurt am Main 2007, Reihe Die Andere Bibliothek, ISBN 978-3-8218-4527-2.
- mit Ranjit Hoskoté: Kampfabsage. Kulturen bekämpfen sich nicht – sie fließen zusammen. (Übersetzt von Heike Schlatterer). Blessing, München 2007, ISBN 978-3-89667-363-3.
- Der entfesselte Globus. Reportagen. Hanser, München 2008, ISBN 978-3-446-23030-9.
- Sehnsucht, mach dich auf den Weg. Herausgegeben von Fatma Sagir. Herder, Freiburg im Breisgau 2008, ISBN 978-3-451-05956-8.
- Kumbh Mela. Das größte Fest der Welt. Fotografien von Thomas Dorn. Frederking & Thaler, München 2008, ISBN 978-3-89405-712-1.
- Ferne Nähe. Tübinger Poetik-Dozentur. Mit Feridun Zaimoglu. Herausgegeben von Dorothee Kimmich und Philipp A. Ostrowicz. Swiridoff, Künzelsau 2008, ISBN 978-3-89929-144-5.
- mit Juli Zeh: Angriff auf die Freiheit. Sicherheitswahn, Überwachungsstaat und der Abbau bürgerlicher Rechte. Hanser, München 2009, ISBN 978-3-446-23418-5.
- Oberammergau. Richard F. Burton zu Besuch bei den Passionsspielen (Englisch von Richard Francis Burton und Deutsch, aus dem Englischen übersetzt von Susann Urban). Arche, Hamburg 2010, ISBN 978-3-7160-2633-5.
- mit Susann Urban: Fühlend sehe ich die Welt. Die Aufzeichnungen des blinden Weltreisenden James Holman. Malik, München 2010, ISBN 978-3-89029-757-6.
- Der gefressene Zoo. Mit vier Kaltnadelradierungen von Detlef Kraft. Maximilian-Gesellschaft, Hamburg 2011, ISBN 978-3-921743-60-7.
- EisTau. Roman. Hanser, München 2011, ISBN 978-3-446-23757-5.
- Die Versuchungen der Fremde. Unterwegs in Arabien, Indien und Afrika. Malik, München 2011, ISBN 978-3-89029-404-9.
- Stadt der Bücher (Fotografien von Anja Bohnhof). Langen Müller, München 2012, ISBN 978-3-7844-3293-9.
- Der überflüssige Mensch. Residenz, St. Pölten 2013, ISBN 978-3-7017-1613-5.
- Wo Orpheus begraben liegt. Fotografien von Christian Muhrbeck. Hanser, München 2013, ISBN 978-3-446-24341-5.
- Wissen und Gewissen. Der überwachte Mensch – das widerständige Wort. Hanser Box, München 2014
- Macht und Widerstand. Roman. S. Fischer, Frankfurt am Main 2015, ISBN 978-3-10-002463-3.[23][24]
- Eine Lanze brechen … für politische und soziale Selbstverteidigung. In: Haus Bartleby (Hrsg.): Das Kapitalismustribunal. Zur Revolution der ökonomischen Rechte (Das rote Buch). Herausgegeben von Alix Faßmann, Anselm Lenz und Hendrik Sodenkamp. Übersetzt von Corinna Popp, Viktor Kucharski, Anselm Lenz. Haus Bartleby e. V., Passagen Verlag, Wien 2016, ISBN 978-3-7092-0220-3, S. 55f.
- Meine Olympiade. Ein Amateur, vier Jahre, 80 Disziplinen. S. Fischer, Frankfurt am Main 2016, ISBN 978-3-10-080007-7.
- Nach der Flucht. S. Fischer, Frankfurt am Main 2017.
  - ungekürzte Autorenlesung/Hörbuch: Argon, Berlin 2017, ISBN 978-3-8398-1565-6.
- verwurzelt in Stein. Gedichte. Wunderhorn, Heidelberg 2017, aus dem Englischen von José F. A. Oliver, ISBN 978-3-88423-575-1.
- mit Thomas Gebauer: Hilfe? Hilfe! Fischer, Frankfurt am Main 2018, ISBN 978-3-596-70188-9.
- Freie Fahrt voraus. Rede an die Abiturienten des Jahrgangs 2018. Hg. von Tilla Fuchs, Conte, Sankt Ingbert 2018, ISBN 978-3-95602-137-4.
- Gebrauchsanweisung fürs Reisen. Piper, München 2018, ISBN 978-3-492-27719-8.
- mit Thomas Windisch, Thomas Macho: Wer hat hier gelebt? Brandstätter, Wien 2019, ISBN 978-3-7106-0140-8.
- Doppelte Spur. S. Fischer, Frankfurt am Main 2020, ISBN 978-3-10-390005-7.
- Gedankenspiele über die Neugier. Droschl, Graz 2020, ISBN 978-3-99059-061-4.
- Tausend und ein Morgen. S. Fischer, Frankfurt am Main 2023, ISBN 978-3-10-397339-6.
- mit Klaus Zeyringer: Fans. Von den Höhen und Tiefen sportlicher Leidenschaft. S. Fischer, Frankfurt am Main 2024, ISBN 978-3-10-397061-6.
- mit Stojan Michailowski: Das Buch der Macht. Wie man sie erringt und (nie) wieder loslässt. Die Andere Bibliothek, Berlin 2025, ISBN 978-3-8477-2061-4.
- Ein Glas voller Zeit. Von einem Winzer und seinem Wein. Residenz, Wien 2025, ISBN 978-3-7017-3462-7.

### Herausgeber
- mit Peter Ripken: Afrikanissimo. Ein heiter-sinnliches Lesebuch. Peter Hammer Verlag, Wuppertal 1991.
- Das Huhn das schreit gehört dem Fremden. München 1998.
- Döner in Walhalla. Köln 2000.
- Die Welt des Ryszard Kapuściński. Seine besten Geschichten und Reportagen. Frankfurt am Main 2007.
- Egon Erwin Kisch. Die schönsten Geschichten und Reportagen. Berlin 2008.
- Jamal Mahjoub: Die Stunde der Zeichen. Frankfurt am Main 2008. (Weltlese. Lesereisen ins Unbekannte)
- F. M. Esfandiary: Der letzte Ausweis. Frankfurt am Main 2009. (Weltlese. Lesereisen ins Unbekannte)
- Marçal Aquino: Flieh. Und nimm die Dame mit. Frankfurt am Main 2009. (Weltlese. Lesereisen ins Unbekannte)
- Herman Charles Bosman: Mafeking Road. Frankfurt am Main 2010. (Weltlese. Lesereisen ins Unbekannte)
- Edwidge Danticat: Der verlorene Vater. Frankfurt am Main 2010. (Weltlese. Lesereisen ins Unbekannte)
- John Steinbeck: Russische Reise. Frankfurt am Main 2011. (Weltlese. Lesereisen ins Unbekannte)
- Hinter der roten Sonne. Die schönsten Abenteuergeschichten. Aufbau Verlag, Berlin 2011, ISBN 978-3-351-03369-9.
- Indra Sinha: Menschentier. Frankfurt am Main 2011. (Weltlese. Lesereisen ins Unbekannte)
- David Malouf: Die tapfersten der Söhne. Frankfurt am Main 2012. (Weltlese. Lesereisen ins Unbekannte)
- Victor Serge: Die große Ernüchterung. Der Fall Tulajew. Frankfurt am Main 2012. (Weltlese. Lesereisen ins Unbekannte)
- Anarchistische Welten. Edition Nautilus, Verlag Lutz Schulenburg, Hamburg 2012.
- Peter Fröberg Idling: Pol Pots Lächeln. Frankfurt am Main 2013. (Weltlese. Lesereisen ins Unbekannte)
- Arnon Grünberg: Couchsurfen und andere Schlachten. Zürich 2013.
- Olivia Manning: Abschied von der Unschuld. Frankfurt am Main 2013. (Weltlese. Lesereisen ins Unbekannte)
- Percival Everett: God’s Country. Frankfurt am Main 2014. (Weltlese. Lesereisen ins Unbekannte)
- Lola Shoneyin: Die geheimen Leben der Frauen des Baba Segi. Frankfurt am Main 2014. (Weltlese. Lesereisen ins Unbekannte)
- Kojo Laing: Die Sonnensucher. Frankfurt am Main 2015. (Weltlese. Lesereisen ins Unbekannte)
- Lila Azam Zanganeh: Der Zauberer. Nabokov und das Glück. Frankfurt am Main 2015. (Weltlese. Lesereisen ins Unbekannte)
- José F. A. Oliver: HEIMATT: Frühe Gedichte. Auswahl, Berlin 2015, ISBN 978-3-89930-031-4.
- mit Susann Urban: Durch Welt und Wiese oder Reisen zu Fuß. Die Andere Bibliothek, Berlin 2015, ISBN 978-3-8477-0370-9.
- Ilijas Shansugirow: Das Lied von Kulager. Frankfurt am Main 2016. (Weltlese. Lesereisen ins Unbekannte)
- Abbas Maroufi: Fereydun hatte drei Söhne. Frankfurt am Main 2016. (Weltlese. Lesereisen ins Unbekannte)
- Pedro Rosa Mendes: Die Pilgerfahrt des Enmanuel Jhesus. Frankfurt am Main 2017. (Weltlese. Lesereisen ins Unbekannte)
- Arnoldo Gálvez Suárez: Die Rache der Mercedes Lima. Frankfurt am Main 2017. (Weltlese. Lesereisen ins Unbekannte)
- Isak Samokovlija: Der Jude, der am Sabbat nicht betet. Frankfurt am Main 2018. (Weltlese. Lesereisen ins Unbekannte)
- John Okada: No-No Boy. Frankfurt am Main 2018. (Weltlese. Lesereisen ins Unbekannte)
- Mohandas Karamchand Gandhi: Mein Leben. München 2019.
- Carlos Franz: Das Quartett der Liebenden. Frankfurt am Main 2019. (Weltlese. Lesereisen ins Unbekannte)
- G. V. Desani: Alles über Herrn H. Hatterr. Frankfurt am Main 2020. (Weltlese. Lesereisen ins Unbekannte)
- Ahmed Bouanani: Das Krankenhaus. Frankfurt am Main 2020. (Weltlese. Lesereisen ins Unbekannte)

### Übersetzungen
- Timothy Wangusa: Der Berg am Rande des Himmels. München 1989.
- Georgij V. Florovskij: Sobornost. Kirche, Bibel, Tradition. München 1989.
- Chenjerai Hove: Knochen. München 1990.
- Tsitsi Dangarembga: Der Preis der Freiheit. Reinbek bei Hamburg 1991.
- Richard Rive: Buckingham Palace. München 1994.
- F. M. Esfandiary: Der letzte Ausweis. Frankfurt am Main 2009.
- Aravind Adiga: Letzter Mann im Turm. München 2011.

## Filmadaptionen
- Die Welt ist groß und Rettung lauert überall 2007, von Stefan Komandarew (Regie) mit Miki Manojlović als Bai Dan und Carlo Ljubek als Alexander

### Interviews
- Interview. In: Die Presse
- Interview und Besprechung von Kampfabsage. In: Die Presse
- Ilija Trojanow über F.M. Esfandiary: Identitätssuche im Labyrinth der Bürokratie Interview von Nimet Seker
- Gespräch mit Ilija Trojanow. In: Weltwach, Oktober 2017
- WDR 3 (Westdeutscher Rundfunk) Mosaik. Gespräch am Samstag vom 15. Juni 2024: Ilija Trojanow über Fußball und Fans